# William Gore Ouseley
William Gore Ouseley (Londres, Reino Unido, 26 de julio de 1797 - 6 de marzo de 1866) fue un diplomático, escritor y pintor británico, que representó a su país en los Estados Unidos, Brasil, la Argentina, Honduras y Nicaragua.

## Estados Unidos y Brasil
Destacado en un puesto diplomático secundario en los Estados Unidos, contrajo allí matrimonio con la hija del gobernador de Vermont y publicó su primera novela. 
En 1832 pasó como cónsul y posteriormente como ministro plenipotenciario a Río de Janeiro. Ante una sonora reclamación en su contra por parte del gobierno del Emperador del Brasil, Ouseley fue llamado a Londres y, aunque la cancillería decidió darle la razón al diplomático, lo envió en misión al Río de la Plata.

## En el Río de la Plata
Llegó a Montevideo a fines de abril de 1845, en compañía del diplomático francés, barón Antoine-Louis Deffaudis, para dirigir las acciones diplomáticas en defensa del gobierno de Fructuoso Rivera en el Estado Oriental del Uruguay, sitiado por tierra y bloqueado por mar y río en Montevideo, en el curso de la Guerra Grande.
El 8 de mayo, Ouseley exigió el inmediato cese de las hostilidades contra el "gobierno legítimo de Montevideo" y el retiro inmediato de todas las fuerzas de la Confederación Argentina del territorio del Uruguay. Deffaudis envió un mensaje en tono similar una semana más tarde. Recibieron un enfático rechazo de parte del gobernador de Buenos Aires, Juan Manuel de Rosas, que explicaba que el presidente legal del Uruguay era el general Manuel Oribe, que el mandato de Rivera como presidente – aún si pudiese ser considerado legal – había terminado, y que en Montevideo ni siquiera existía una legislatura. En sucesivas notas del 17 y 24 de junio y del 8 de julio, crecientemente exigentes, Ousseley y Deffaudis reiteraron sus exigencias, llegando a declarar que no admitirían a Oribe como presidente legal "ni aun elegido".
Los gobiernos interventores habían decidido imponerse por cualquier medio, legítimo o no. En apoyo de sus reclamaciones, aducían que la presencia de las tropas argentinas en el Uruguay eran una intromisión en los asuntos internos del Uruguay y un ataque a su independencia, la cual Gran Bretaña estaba obligada a defender por el tratado de 1828; que las crueldades ocurridas durante la Guerra Grande habían sacudido a todo el mundo civilizado; y que la guerra perjudicaba los intereses comerciales de Gran Bretaña y Francia.
Rosas respondió que la misma Gran Bretaña había negado en 1828 su garantía a la independencia del Uruguay, y que una campaña dirigida por el presidente uruguayo no podía ser interpretado como un ataque a la independencia. Que las violencias ocurridas en el Estado Oriental no se podían siquiera comparar con las violaciones a los derechos humanos por parte de esas potencias en sus conquistas en Asia y África. Que el bloqueo argentino al puerto de Montevideo se debía a que Oribe estaba a punto de tomar la ciudad, lo que ya habría logrado de no ser por la intromisión europea. Y que, además, la propia Francia había bloqueado Montevideo en 1838, para forzar la caída del presidente legal Oribe.
El 21 de julio, ambos ministros plenipotenciarios dieron un ultimátum al gobernante argentino, anunciándole que – en caso de no ceder a sus reclamaciones “amistosas” – declararían el bloqueo de Buenos Aires y de los puertos de las provincias argentinas aliadas de Rosas. El 31 de julio, sin mediar declaración de guerra, la escuadra británica capturó la flota argentina del general Guillermo Brown y declaró bloqueado el puerto de Buenos Aires. El 18 de septiembre lo extendieron formalmente a los puertos de las demás provincias, excepto de aquellas que rompieran sus relaciones con Rosas. Esto último implicaba una intromisión en la política interior de la Confederación Argentina, ya que el Pacto Federal de 1831 había encomendado al gobernador de Buenos Aires el manejo de las relaciones exteriores del país.
Para sorpresa de las potencias intervinientes, Rosas se negó a retroceder, continuó apoyando a Oribe y resistió un ataque directo de la escuadra combinada anglo-francesa en varios combates, como la épica Batalla de la Vuelta de Obligado. El jefe de la escuadra británica, Thomas Samuel Hood, intentó llegar a alguna clase de arreglo con Rosas, pero el arreglo verbal al que llegó con éste fueron rechazadas por el gobierno de Montevideo. Trabadas todas las negociaciones, a fines de 1846 Ouseley fue llamado a Londres.

## Última misión diplomática
En 1850 escribió un libro describiendo el progreso de la abolición del tráfico de esclavos. 
En octubre de 1858 fue enviado en misión especial a Costa Rica, en relación con los reclamaciones del Reino Unido respecto a las Islas de la Bahía y Mosquitia. Los tres países estaban particularmente debilitados por la reciente guerra contra el aventurero estadounidense William Walker, de modo que Ouseley quiso aprovechar las rivalidades entre Costa Rica y sus vecinos en su favor.
Ouseley negoció en 1859 un tratado con el presidente costarricense Juan Rafael Mora Porras, pero antes de su firma solicitó regresar a Inglaterra. Se le respondió con la noticia del fallecimiento de su hijo William, por una sobredosis de opio, por lo que regresó a Londres de inmediato. El tratado fracasó y parte de Mosquitia pasaría a Honduras al año siguiente. Fue su última misión diplomática.

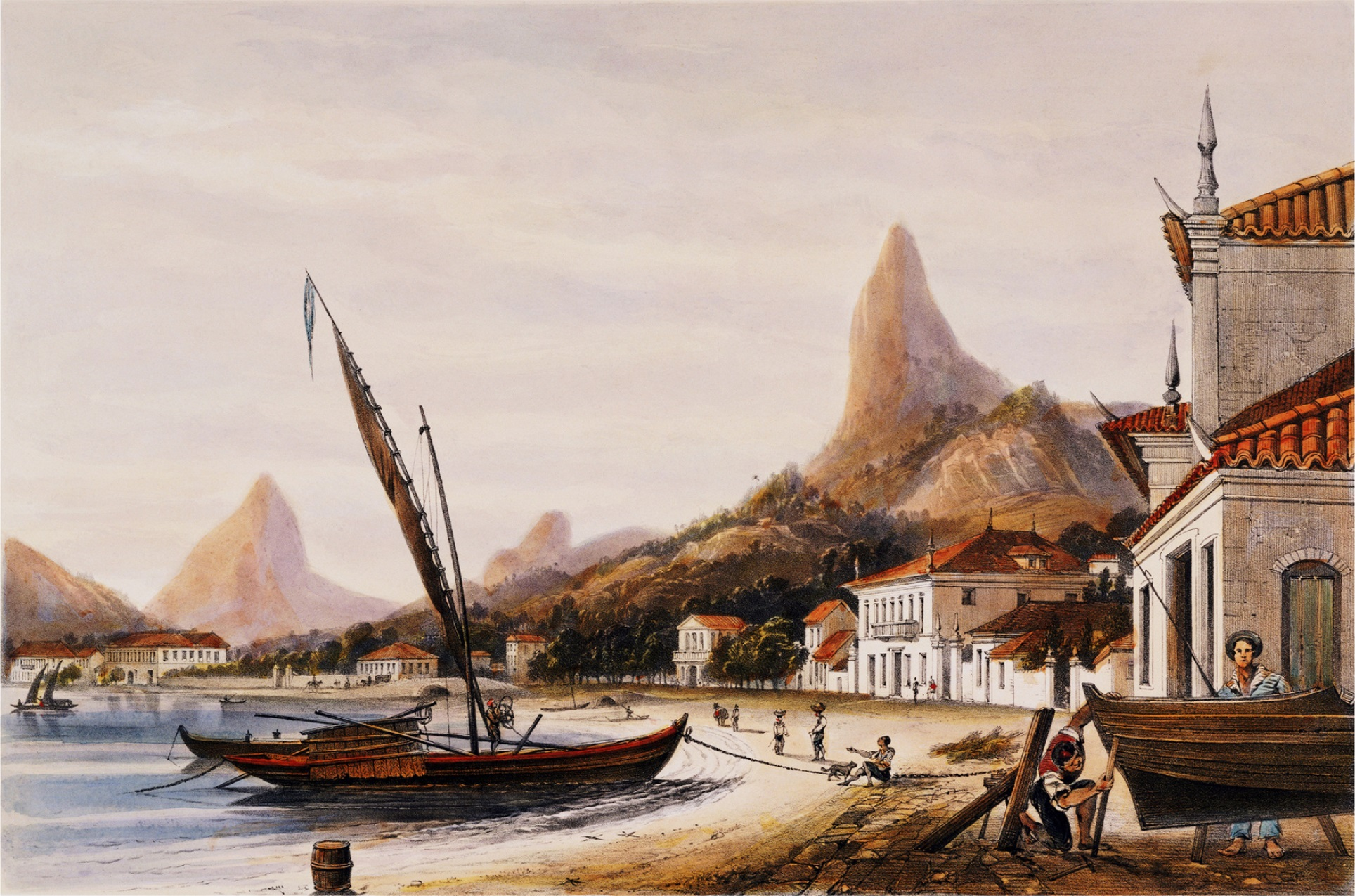
La Bahía de Botafogo, cerca de Río de Janeiro, ilustración de Ouseley, editada en 1852.

Falleció en Londres en marzo de 1866. 

## Obras
Entre sus libros se pueden citar:
- Las estadísticas e instituciones políticas en los Estados Unidos, con algunas observaciones sobre el sistema eclesiástico de América, de 1832
- Notas sobre el tráfico de esclavos, de 1850.
- Una descripción de los paisajes de América del Sur, a partir de dibujos originales hechos en Brasil, el Río de la Plata y el Paraná, de 1852. Este libro incluye una gran cantidad de ilustraciones valiosas de su mano.